# Salvia tiliifolia
Salvia tiliifolia là một loài thực vật có hoa trong họ Hoa môi. Loài này được Vahl miêu tả khoa học đầu tiên năm 1794.

## Hình ảnh

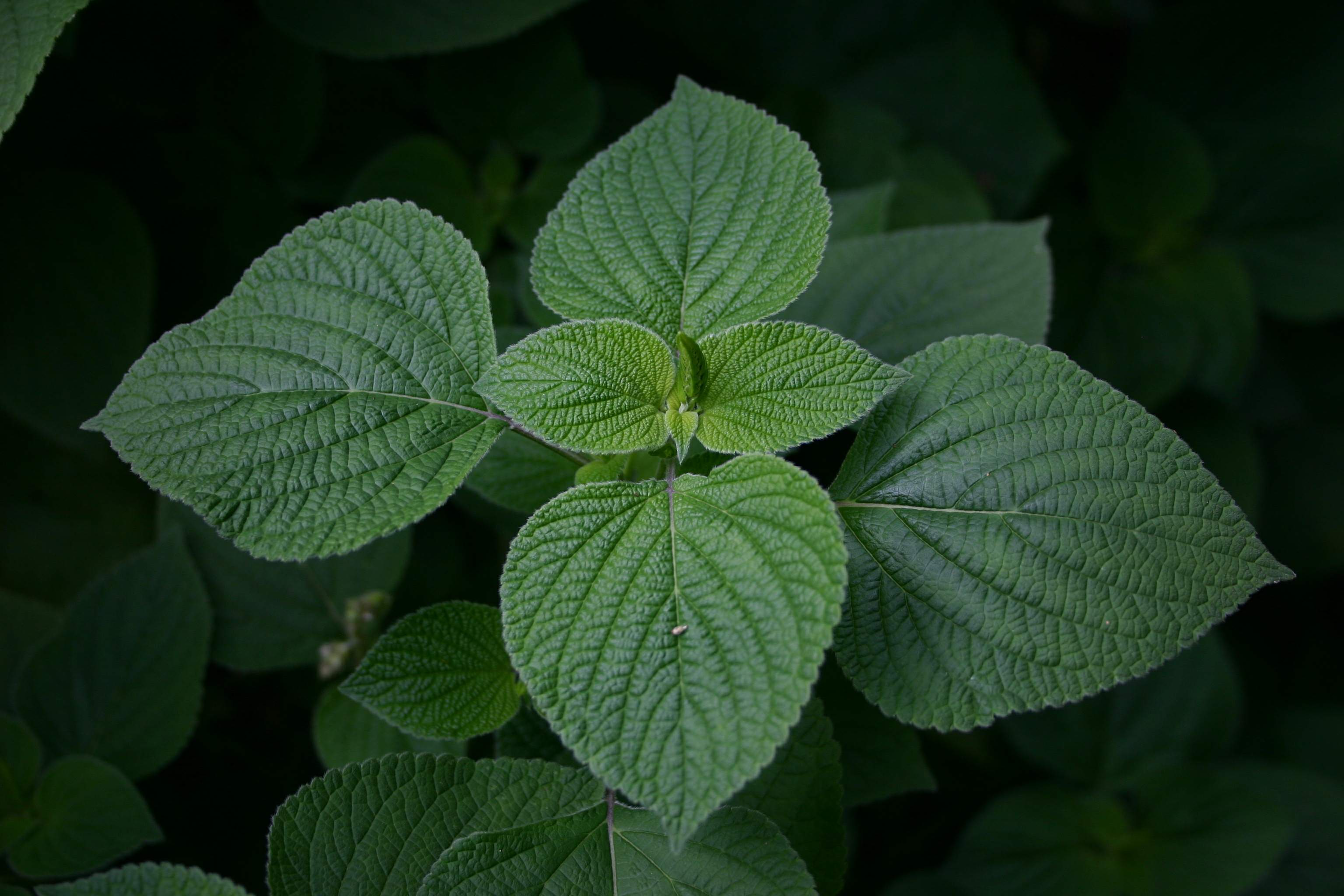
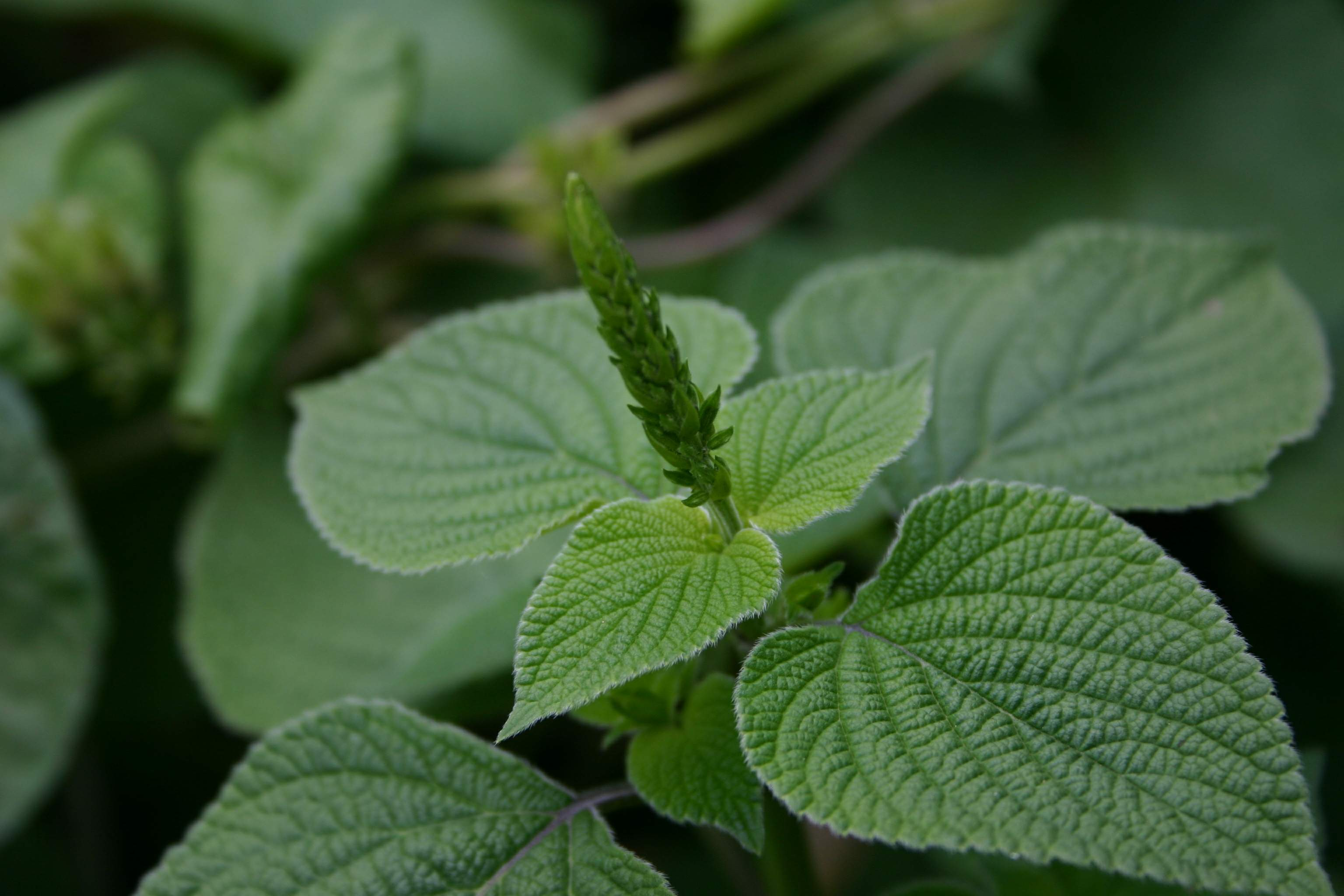
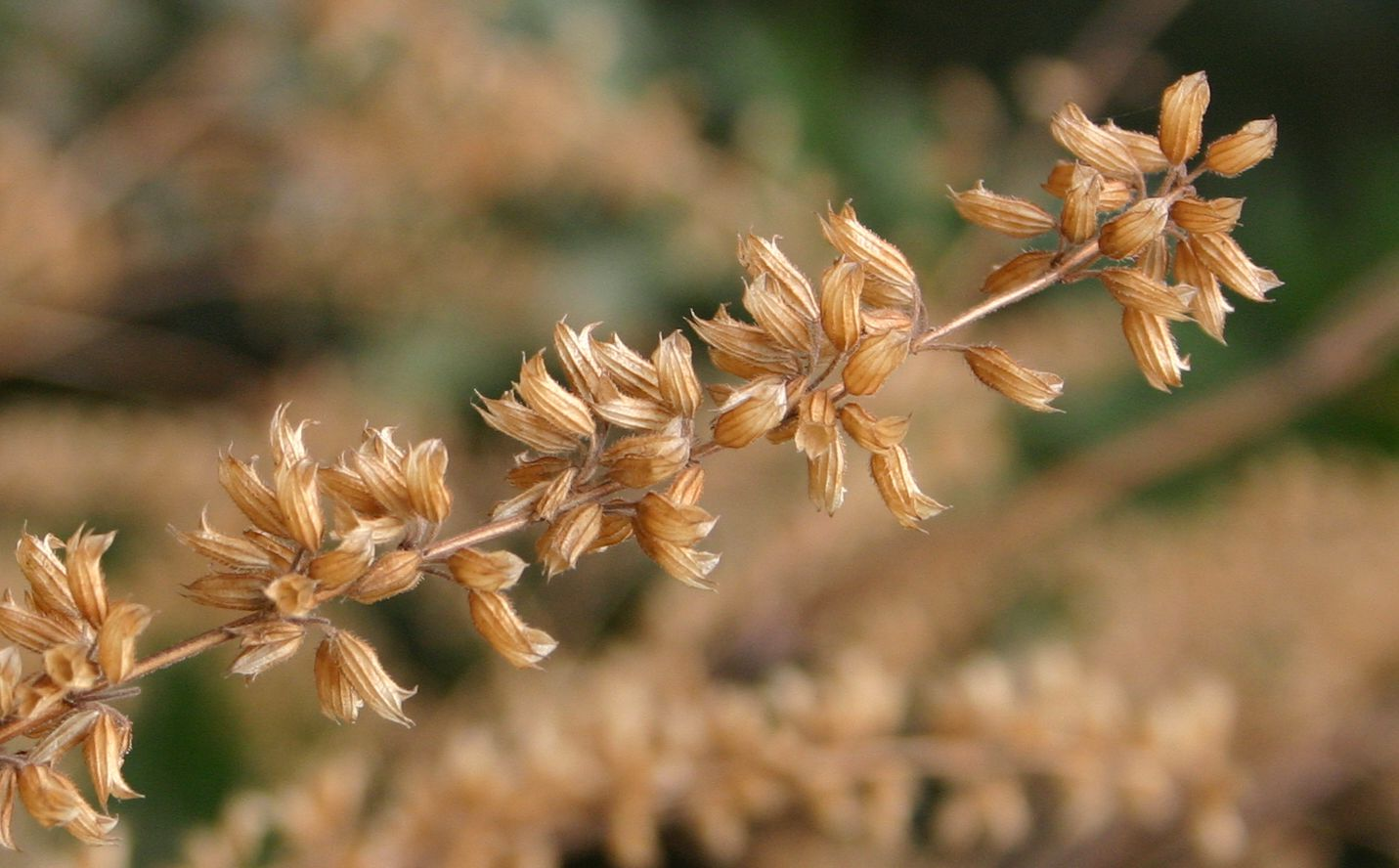